# مويسيس مورا بينهيرو
مويسيس مورا بينهيرو (بالبرتغالية: Moisés Moura Pinheiro ‏) المعروف باسم مويسيس مورا (مواليد 25 يوليو 1979) هو لاعب كرة قدم برازيلي متقاعد كان يجيد اللعب في مركز قلب الدفاع.

## المسيرة الرياضية
ولد في نانوك، ميناس جيرايس، البرازيل التي بدأ فيها مورا مسيرته الرياضية مع فيتوريا ليصبح مستقبلا لاعب في الفريق الأول الذي يشارك في دوري الدرجة الأولى ومساعدته على الفوز بطولتين متتاليتين لبطولة باهيا. في عام 2002 لعب في بارانا الذي احتل المركز الثاني والعشرين من أصل ستة وعشرين فريق متفاديا الهبوط بفارق ضئيل.
انتقل مورا إلى روسيا في عام 2002 لينضم إلى سبارتاك موسكو في الدوري الممتاز ويفوز معه بكأس روسيا بعد فوزه على روستوف 1-0 في المباراة النهائية حيث لعب اللاعب تسعين دقيقة كاملة. في الموسم التالي حيث كان أداؤهم ضعيفاً في البطولة المحلية سُمح له بمغادرة العاصمة موسكو والتوقيع مع كريليا سوفيتوف سامارا الروسي مقابل 1.9 مليون دولار أمريكي.
في البداية بدأت الأمور بشكل جيد لمورا وفريقه الجديد الذي أنهى الموسم باحتلاله أفضل ترتيب في تاريخه وهو المركز الثالث في الدوري وخسر نهائي الكأس المحلي من تيريك غروزني. بعد عدم حصوله على رواتبه لمدة خمسة أشهر عاد إلى بلاده وانضم كروزيرو حيث فاز ببطولة مينيرو واستطاع جذب اهتمام سبورتينغ لشبونة البرتغالي خصوصا أن عقده كان على وشك الانتهاء. هذه الخطوة لم تكتمل من قبل نادي العاصمة البرتغالية لشبونة بعد حكم الاتحاد الدولي لكرة القدم بإيقافه عن اللعب أربعة أشهر بسبب أنه أقنع من قبل كروزيرو لإنهاء عقده مع كريليا سوفيتوف سامارا ولم يتمكن اللاعب البرازيلي من الانتقال لفترتي انتقالات.
بعد رفع الحظر لعب مورا لثلاثة مواسم مع سبورتينغ براغا منها موسمان كاملان. في موسم 2009-10 لم يفته سوى مباراتين في الدوري حيث أنهى سبورتينغ براغا الموسم باحتلاله المركز الثاني وهو الأفضل في تاريخه بالإضافة إلى لعب تسع مباريات في دوري أبطال أوروبا في الموسم التالي (من ضمنها الأدوار التمهيدية) كما لعب لصالح فلامنغو الذي أعاره إلى بوافيشتا بينما باع 50٪ من عقده إلى كروزيرو.
في 16 يناير 2011 انضم مورا إلى الريان القطري الذي دفع 1.5 مليون يورو مقابل خدماته لبراغا وكروزيرو. في 27 ديسمبر من العام التالي عاد إلى وطنه ووقع مع بورتوغيزا.

## الإنجازات
- فيتوريا
  - بطولة بايانو (2): 1999 - 2000
  - كأس شمال شرق (1): 1999
- سبارتاك موسكو
  - وصيف كأس روسيا (1): 2002-03
- كريليا سوفيتوف سامارا
  - وصيف كأس روسيا (1): 2003-04
- كروزيرو
  - بطولة مينيرو (1): 2006
- فلامنغو
  - بطولة كاريوكا (1): 2007
  - كأس غوانابارا (1): 2007
- سبورتينغ براغا
  - وصيف الدوري الأوروبي (1): 2010-11
- الريان
  - كأس أمير قطر (1): 2011
- بورتوغيزا
  - بطولة باوليستا للدرجة الثانية (1): 2013